# Signatura electrònica
La signatura electrònica és una signatura digital que s'ha emmagatzemat en un suport maquinari, mentre que la signatura digital es pot emmagatzemar tant en suports maquinari com programari. La signatura electrònica reconeguda té el mateix valor legal que la signatura manuscrita. Malgrat l'ús indistint que se sol fer dels termes signatura electrònica i signatura digital, entre els professionals del tema es fa una clara diferenciació entre aquests.
De fet es podria dir que una signatura electrònica és una signatura realitzada per mitjans electrònics. És a dir, és aquella signatura realitzada mitjançant codis que poden ser caràcters (per exemple, el PIN), codis digitalitzats de part del nostre cos (per exemple, la signatura biomètrica) i també pot ser realitzat per codis complexos (per exemple, la signatura digital).
La signatura electrònica és aquella que es realitza sobre un document o missatge electrònic, ja que és impossible realitzar-lo en forma manuscrita o hològrafa. Com signar un correu electrònic? La resposta seria que des del moment que us heu introduït al vostre correu electrònic ja esteu habilitat per signar doncs ja vas posar el teu codi, pin o contrasenya.
La signatura en general i també la signatura electrònica és aquella que compleix bàsicament dues funcions:
- No repudi: Identificar plenament a la persona de manera indubtable i fefaent. De la mateixa manera, aquesta persona no es pot desdir del contingut signat.
- Autenticitat: Com que el document o missatge està signat, es pot garantir que la informació no ha estat modificada.

## Exemples de signatura electrònica
La signatura digital continguda en suports de tipus ROM té un ús molt estès i es fa servir en gran quantitat de targetes d'accés, targetes de telefonia, RFID i altres activitats en què cal identificar inequívocament una persona o objecte.
Una aplicació destacada és el DNI electrònic espanyol, també conegut com a DNIE que en ser d'ús obligat disposa de diversos milions d'usuaris.

## Característiques i usos especials de la signatura electrònica
Les característiques i usos de la signatura electrònica són exactament els mateixos que els de la signatura digital amb l'única diferenciació del tipus de suport en què s'emmagatzemen.
La seva condició d'immodificable aporta un grau superior de seguretat, tot i que l'absència habitual de contrasenyes de seguretat que protegeixin el seu ús permetria que un portador il·legítim pogués suplantar al propietari amb facilitat.

## Certificat electrònic
Un certificat electrònic o digital és un conjunt de dades que permeten la identificació del titular del certificat, intercanviar informació amb altres persones i entitats, de manera segura, i signar electrònicament les dades que s'envien de manera que es pugui comprovar la seva integritat.
El certificat electrònic garanteix:
- L'autenticitat de les persones i entitats que intervenen en l'intercanvi d'informació.
- Confidencialitat: que només l'emissor i el receptor vegin la informació.
- La integritat de la informació intercanviada, assegurant que no es produeix cap manipulació.
- El no repudi, que garanteix al titular del certificat que ningú més que ell pot generar una signatura vinculada al seu certificat i li impossibilita a negar la seva titularitat en els missatges que hagi signat.

Un certificat electrònic serveix per:
- Autentificar la identitat de l'usuari, de forma electrònica, davant tercers.
- Signar electrònicament de manera que es garanteixi la integritat de les dades transmeses i la seva procedència. Un document signat no pot ser manipulat, ja que la signatura està associada matemàticament tant al document com al firmant
- Xifrar dades perquè només el destinatari del document pugui accedir al seu contingut.

Alguns exemples dels serveis al ciutadà que les diferents administracions públiques espanyoles estan oferint són:
- Presentació de recursos i reclamacions
- Ompliment de les dades del cens de població i habitatges
- Presentació i liquidació d'impostos
- Consulta i inscripció en el padró municipal
- Consulta de multes de circulació
- Domiciliació bancària de tributs municipals (IBI, IVTM, IAE ...)
- Consulta i tràmits per sol·licitud de subvencions
- Consulta d'assignació de col·legis electorals
- Actuacions comunicades
- Signatura electrònica de documents oficials i expedició de còpies compulsades.

A Espanya, actualment els certificats electrònics emesos per entitats públiques són el DNIe (DNI electrònic) i el de la Fàbrica Nacional de Moneda i Timbre (FNMT).

## Signatura electrònica mòbil
Un usuari d'Internet que hagi obtingut el certificat electrònic denominat Signatura Electrònica Mòbil, pot realitzar tota mena de tràmits de manera que queda garantida la seva veritable identitat. A més permet signar electrònicament formularis i documents electrònics amb la mateixa validesa jurídica que si signés amb el seu "pròpia mà" el mateix document en paper.
Per obtenir el mateix tan sols haurà de disposar d'un certificat electrònic FNMT, una targeta SIM habilitada per signatura electrònica Mòbil que ha de proporcionar l'operador de telefonia mòbil i un telèfon mòbil que suporta la signatura electrònica (com passa amb els més moderns).